# Zygmunt Jerzy Gąsiorowski
Zygmunt Jerzy Gąsiorowski (ur. 11 kwietnia 1919 w Krasocinie, zm. 20 listopada 2011 w Athens, Stany Zjednoczone) – polski historyk emigracyjny, badacz stosunków dyplomatycznych.

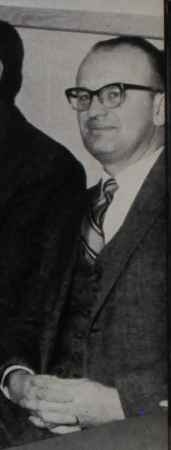
Zygmunt J. Gasiorowski, 1961

## Życiorys
Absolwent Gimnazjum im. R. Traugutta w Częstochowie (1938). W okresie II wojny światowej: uczestnik kampanii wrześniowej, francuskiej w 1940, żołnierz Polskich Sił Zbrojnych na Zachodzie. W 1945 uzyskał absolutorium z ekonomii Uniwersytetu Londyńskiego (London School of Economics i Political Science). Następnie studia historyczne na Uniwersytecie Kalifornijskim w Berkeley (1974 – magister, 1950 – doktorat). Od 1950 wykładowca na Uniwersytecie Wisconsin i Eastern Washington College. Od 1956 prowadził zajęcia na Uniwersytecie Harvarda, Columbia i Northern Illinois University, Uniwersytecie Kalifornijskim w Berkeley (1961–1962), Uniwersytecie Hawajskim w Honolulu (1963–1967). Od 1967 do emerytury był profesorem na University of Georgia.

## Publikacje
- The "conquest" theory of the genesis of the Polish state, Cambridge, Mass.: The Medieval Acad. of America 1955.
- Did Pilsudski attempt to initiate a preventive war in 1933?, Chicago 1955.
- The German-Polish nonaggression pact of 1934, Boulder 1955.
- Polish-Czechoslovak relations 1918–1922, London 1956.
- Czechoslovakia and the Austrian question 1918-1928, München: R. Oldenbourg 1957.
- Polish-Czechoslovak relations 1922–1926, London 1957.
- A note on Louis L. Gerson's "Woodrow Wilson and the rebirth of Poland, 1914–1920", New York: 1957.
- Benes and Locarno: some unpublished documents, Notre Dame 1958.
- Stresemann and Poland after Locarno, Boulder 1958.
- The Russian Overture to Germany of December 1924, Chicago 1958.
- Joseph Piłsudski in the light of American reports 1919–1922, London 1971.
- Joseph Piłsudski in the light of British reports, London 1972.